# 발진 (의학)
발진(發疹, Rash)은 피부의 색깔과 모양 또는 감촉이 변하는 증상이다. 발진은 일부에만, 또는 피부 전체에 발생할 수도 있다. 발진은 피부색을 변하게 하며, 가렵고, 따뜻해지며, 울퉁불퉁하고, 건조하고, 갈라지거나 물집이 생기고, 부풀어 오르며, 아플 수도 있다. 발진의 원인과 치료는 다양하다. 진단은 발진의 외관, 다른 증상, 환자가 무엇에 노출되었는지, 가족 중에도 발생한 환자가 있는지 등을 고려해야 한다. 진단은 몇 가지 조건을 확인해야 수도 있다.